# Ninnillo und Nennella

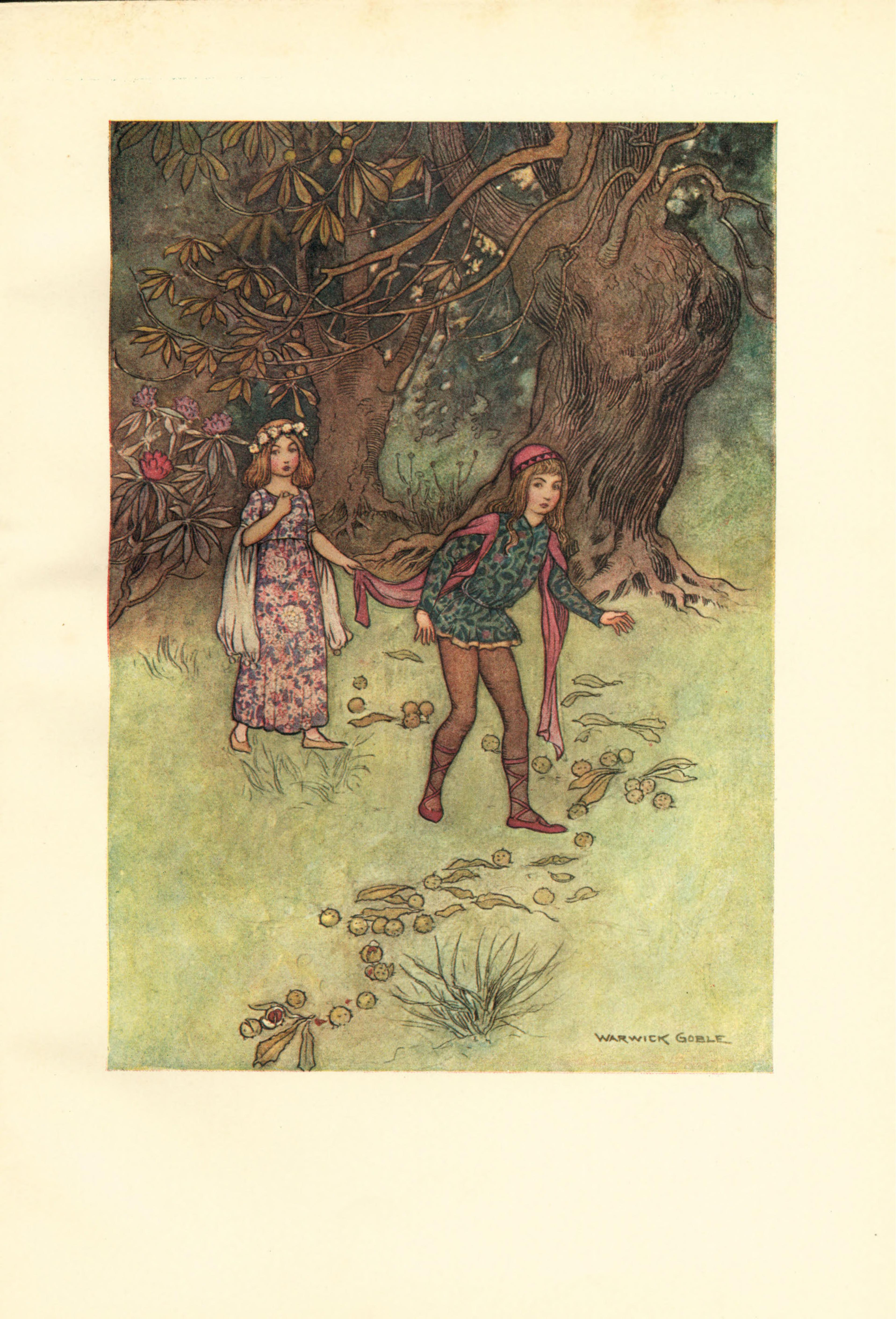
Illustration von Warwick Goble, 1911

Ninnillo und Nennella (neapolitanisches Original: Nennillo e Nennella) ist ein Märchen (AaTh 327A, 450). Es steht in Giambattista Basiles Sammlung Pentameron als achte Erzählung des fünften Tages (V,8).

## Inhalt
Eines Witwers neue Frau macht einen Aufstand aus Hass auf seine Kinder, Ninnillo und Nennella. Er setzt die zwei mit Essen im Wald aus und streut ihnen eine Aschespur. Entlang der kehren sie nachts heim, doch seine Frau wird so wütend, dass er sie wieder aussetzt und eine Haferspur streut, die frisst ein Esel. Die Kinder irren umher und fliehen, als ein Prinz auf der Jagd daherkommt. Der findet Ninnillo in einem Baum versteckt und lässt ihn zum Vorschneider ausbilden, während Nennella zur Küste flieht und von Seeräubern aufgezogen wird. Die vernichtet ein Wirbelsturm, Nennella wird von einem Zauberfisch verschluckt, in dem sie herrliche Dinge sieht. Sie singt vor Ninnillo, der gerade auf einem Felsen seine Messer schleift. Er hört erst nicht, doch der Prinz lässt ihn hingehen, die Geschwister werden vereint, der Vater für seine Dummheit gescholten und die Stiefmutter nach eigenem Urteil hingerichtet.

## Bemerkungen
Vgl. zum Walfisch Jona 2,1 , Gesta Romanorum Kap. 218, bei Basile IV,8 Die sieben Täublein. Rudolf Schenda bemerkt die Strukturähnlichkeit des zweiten Teils zu griechischen Reiseromanen mit Wiederfinden getrennter Liebender und nennt spätere italienische Märchen: Pitrè/Schenda/Senns Märchen aus Sizilien Nr. 40 Die Stiefmutter (Die Märchen der Weltliteratur, 1991), De Simones Fiabe campane, Anmerkung zu Nr. 6 Aniello e Anella und Nr. 60 Mamma Sirena, Schendas Märchen aus der Toskana Nr. 39 Die sieben Brüder (Die Märchen der Weltliteratur, 1996). Walter Scherf findet die Rollen hier verworren, das Abenteuer führt nicht zur Heirat. Vgl. Perraults Der kleine Däumling, bei Grimm Hänsel und Gretel, zum Baumversteck Brüderchen und Schwesterchen, zum Wal Das Lämmchen und Fischchen und Carlo Collodis Pinocchio (Kap. 34).